# Pleurofusia
Pleurofusia is een geslacht van uitgestorven weekdieren uit de klasse van de Gastropoda (slakken).

## Soorten
- Pleurofusia crassinoda (Des Moulins, 1842) †
- Pleurofusia longirostropsis (de Gregorio, 1890) †
- Pleurofusia paulensis Lozouet, 2015 †
- Pleurofusia pseudocrassinoda Lozouet, 2015 †
- Pleurofusia pseudosubtilis (Peyrot, 1931) †
- Pleurofusia tauzini Lozouet, 2015 †